# ایترینگهم
ایترینگهم (به انگلیسی: Itteringham) یک روستا و محله مدنی در بریتانیا است که در North Norfolk واقع شده‌است. ایترینگهم ۸٫۲۰ کیلومتر مربع مساحت و ۱۲۵ نفر جمعیت دارد.